# توماس ولر
توماس هكل ولر (بالإنجليزية: Thomas Huckle Weller)‏ ـ (15 يونيو 1915 ـ 23 أغسطس 2008) عالم فيروسات أمريكي، تقاسم جائزة نوبل في الطب لعام 1954 مع مواطنيه جون إندرز وفردريك روبنز لاكتشافه طريقة لاستزراع فيروس شلل الأطفال معملياً مستخدماً أنسجة مأخوذة من القرود.

## حياته
ولد ولر ونشأ في آن أربُر بولاية ميتشيغان، ثم التحق بجامعة ميتشيغان، حيث كان والده كارل فيرنون ولر أستاذًا بقسم علم الأمراض (الباثولوجيا)، وهناك درس علم الحيوان الطبي، حيث حصل على درجة البكالوريوس ثم درجة الماجستير، وكانت أطروحته للماجستير عن الطفيليات.
في سنة 1936 التحق ولر بمدرسة طب هارفارد، ثم عمل منذ عام 1939 تحت إشراف جون فرانكلين إندرز (الذي قدر له أن يكون أحد شريكيه في جائزة نوبل فيما بعد). وكان لإندرز الفضل في توجيه ولر نحو أبحاث علم الفيروسات وتقنيات المزارع النسيجية لتحديد أسباب الأمراض المعدية.
في عام 1940 حصل ولر على شهادة الطب، ثم انتقل للعمل في مستشفى الأطفال ببوسطن. وفي سنة 1942 التحق ولر بكتائب الخدمات الطبية أثناء الحرب العالمية الثانية وأُلحق بمختبر جزر الأنتيل في بورتو ريكو، وترقى إلى رتبة ميجور (رائد) وتولى رئاسة أقسام علم الأحياء الدقيقة وعلم الفيروسات وعلم الطفيليات بالمختبر.
بعد الحرب عاد ولر إلى مستشفى الأطفال في بوسطن، وهناك عاد ثانية إلى العمل مع إندرز سنة 1947 في فرع أبحاث الأمراض المعدية (الذي كان آنذاك حديث الإنشاء). وبعد تنقله بين عدة مناصب قيادية، عُين في يوليو 1954 رئيسًا لقسم الصحة العامة للمناطق الحارة في مدرسة هارفارد للصحة العامة. كما عمل ولر بين عامي 1953 و1959 مديرًا للجنة الأمراض الطفيلية في مجلس القوات المسلحة الأمريكية لعلم الأوبئة.
كانت لولر ـ إلى جانب أبحاثه عن شلل الأطفال ـ مساهمات علمية في مجال علاج داء المنشقات (البلهارسيا) وفيروس كوكساكي (بالإنجليزية: Coxsackie viruses)‏، كما كان أول من تمكن من عزل الفيروس المسؤول عن مرض الحماق (جدري الماء).
قدر عدد حالات شلل الأطفال في الولايات المتحدة الأمريكية سنة 1954 (سنة حصول ولر وزميليه على جائزة نوبل في الطب) بما يقارب 28 ألف حالة، وقد هبط هذا العدد إلى 121 حالة بعد عقد واحد فقط من ذلك الاكتشاف.

## الجوائز والتكريم
نال ولر عددا من الجوائز والميداليات منها:
- ميدالية جونسون من الأكاديمية الأمريكية لطب الأطفال (1953)
- جائزة كيمبل (1954)
- ميدالية والتر ريد من الجمعية الأمريكية لطب المناطق الحارة وحفظ الصحة (1996)[10]

## حياته الشخصية
تزوج ولر من كاثلين فاهي سنة 1945، وكان له منها ولدان وبنتان.

## وفاته
توفي ولر في 23 أغسطس 2008 في مدينة نيدهام بولاية ماساتشوستس، عن عمر تخطى الثالثة والتسعين بقليل.

## روابط خارجية
- توماس ولر على موقع الموسوعة البريطانية (الإنجليزية)
- توماس ولر على موقع مونزينجر (الألمانية)
- توماس ولر على موقع إن إن دي بي (الإنجليزية)